# Gårdsjösjön
Gårdsjösjön är en sjö i Ljusdals kommun i Hälsingland och ingår i Ljusnans huvudavrinningsområde. Sjön är 11 meter djup, har en yta på 0,581 kvadratkilometer och är belägen 223,3 meter över havet. Sjön avvattnas av vattendraget Skarpån (Vandelån).

## Delavrinningsområde
Gårdsjösjön ingår i det delavrinningsområde (685349-148815) som SMHI kallar för Utloppet av Gårdsjösjön. Medelhöjden är 235 meter över havet och ytan är 2,5 kvadratkilometer. Räknas de 16 avrinningsområdena uppströms in blir den ackumulerade arean 96,21 kvadratkilometer. Skarpån (Vandelån) som avvattnar avrinningsområdet har biflödesordning 2, vilket innebär att vattnet flödar genom totalt 2 vattendrag innan det når havet efter 151 kilometer. Avrinningsområdet består mestadels av skog (77 procent). Avrinningsområdet har 0,58 kvadratkilometer vattenytor vilket ger det en sjöprocent på 23,1 procent.